# Маскатин (город)
Маскатин (англ. Muscatine) — город в штате Айова, США. Является окружным центром округа Маскатин. По оценке 2015 года население составляет 23 819 человек.
Главный город одноимённой агломерации, население которой на 2010 год составляло 54 132 человек, а по оценке 2014 года составляло 54 184 человек, что ставит её на 208-е место в списке агломераций США.

## Название
Название «Muscatine» не встречается среди других городов США.

## История

### Ранние поселенцы
Полковник Джордж Дэвенпорт привёз сюда партию товаров, основал здесь торговый пост и построил бревенчатый домик, после чего оставил это место на управление своему агенту.
В 1835 году на этой территории появились новые поселенцы. Джеймс Кейси открыл торговый пост недалеко от аналогичного заведения Дэвенпорта, который был известен под названием «Casey’s Wood Yard of Newburg» (букв. «Дровяной склад Кейси в Ньюберге»).

## География
Город занимает площадь 49,78 км², из которых 47,04 км² суша, а 2,74 км² вода.
Находится примерно в 40 км от «Четырёх городов», 38 км от Айова-Сити и 109 км от Сидар-Рапидса.

### Климат
| Показатель                                      | Янв. | Фев. | Март | Апр. | Май   | Июнь  | Июль  | Авг.  | Сен. | Окт. | Нояб. | Дек. | Год   |
| ----------------------------------------------- | ---- | ---- | ---- | ---- | ----- | ----- | ----- | ----- | ---- | ---- | ----- | ---- | ----- |
| Абсолютный максимум, °C                         | 21   | 21   | 32   | 34   | 35    | 40    | 44    | 42    | 38   | 36   | 27    | 22   | 44    |
| Средний максимум, °C                            | 0,1  | 2,8  | 10,1 | 17,9 | 23,4  | 28,2  | 30,1  | 28,9  | 25,3 | 18,4 | 9,9   | 1,7  | 16,4  |
| Средняя температура, °C                         | −4,6 | −2   | 4,6  | 11,6 | 17,4  | 22,5  | 24,6  | 23    | 19   | 12,3 | 4,9   | −2,6 | 10,9  |
| Средний минимум, °C                             | −9,3 | −6,8 | −0,9 | 5,3  | 11,3  | 16,7  | 19    | 18    | 13   | 6,2  | −0,1  | −7   | 5,4   |
| Абсолютный минимум, °C                          | −33  | −37  | −28  | −12  | −3    | 1     | 7     | 4     | −5   | −8   | −21   | −31  | −37   |
| Норма осадков, мм                               | 35,8 | 39,4 | 68,6 | 88,6 | 118,9 | 128,8 | 102,6 | 115,6 | 88,1 | 76,7 | 62,7  | 52,8 | 978,6 |
| Источник: нормы: 1981—2010, рекорды: 1935—наст. |      |      |      |      |       |       |       |       |      |      |       |      |       |

## Население
По переписи 2010 года население составляло 22 886 человек (плотность 510,9 чел./км²), было 9 008 домашних хозяйств и 5 923 семей. Расовый состав был таков:
- 87,8 % белых
- 2,3 % афроамериканцев
- 0,8 % азиатов
- 0,5 % коренных американцев
- 2,2 % представителей двух или более рас
- 6,4 % других рас

Доля латиноамериканцев и испаноязычных жителей любых рас составила 16,6 %.
Из 9 008 домашних хозяйств: 46,8 % представляли собой супружеские пары (18,4 % с детьми), 5,5 % мужчин проживали без жён (из них 3,4 % с детьми), а 13,4 % женщин проживали без мужей (из них 9 % с детьми), 34,2 % не имели семьи.
Половозрастная ситуация была такова: 26,4 % младше 18 лет (из них 7,7 % младше 5 лет), 60 % от 18 до 64 лет, и 13,6 % от 65 лет и старше. Средний возраст 36,1 лет. На каждые 100 женщин было 96,4 мужчин (то есть 50,9 % женщин и 49,1 % мужчин).